# 미스터 올림피아
미스터 올림피아(Mr. Olympia)는 국제 보디빌딩 연맹에 의해 매년 개최되는 국제 보디빌딩 대회로 프로 보디빌딩계의 최고봉으로 여겨지고 있다.

## 역대 우승자
| 연도 | 우승자            | 장소                         |
| ---- | ----------------- | ---------------------------- |
| 1965 | 래리 스콧         | 뉴욕주, 뉴욕                 |
| 1966 | 래리 스콧         | 뉴욕 주, 뉴욕                |
| 1967 | 서지오 올리바     | 뉴욕 주, 뉴욕                |
| 1968 | 서지오 올리바     | 뉴욕 주, 뉴욕                |
| 1969 | 서지오 올리바     | 뉴욕 주, 뉴욕                |
| 1970 | 아널드 슈워제네거 | 뉴욕 주, 뉴욕                |
| 1971 | 아널드 슈워제네거 | 일드프랑스, 파리             |
| 1972 | 아널드 슈워제네거 | 노르트라인베스트팔렌주, 에센 |
| 1973 | 아널드 슈워제네거 | 뉴욕 주, 뉴욕                |
| 1974 | 아널드 슈워제네거 | 뉴욕 주, 뉴욕                |
| 1975 | 아널드 슈워제네거 | 하우텡 주, 프리토리아        |
| 1976 | 프랑코 콜럼부     | 오하이오주, 콜럼버스         |
| 1977 | 프랭크 제인       | 오하이오 주, 콜럼버스        |
| 1978 | 프랭크 제인       | 오하이오 주, 콜럼버스        |
| 1979 | 프랭크 제인       | 오하이오 주, 콜럼버스        |
| 1980 | 아널드 슈워제네거 | 뉴사우스웨일스주, 시드니     |
| 1981 | 프랑코 콜럼부     | 오하이오 주, 콜럼버스        |
| 1982 | 크리스 디커슨     | 런던                         |
| 1983 | 사미르 배노트     | 바이에른주, 뮌헨             |
| 1984 | 리 헤이니         | 뉴욕 주, 뉴욕                |
| 1985 | 리 헤이니         | 브뤼셀                       |
| 1986 | 리 헤이니         | 오하이오 주, 콜럼버스        |
| 1987 | 리 헤이니         | 예테보리                     |
| 1988 | 리 헤이니         | 캘리포니아주, 로스앤젤레스   |
| 1989 | 리 헤이니         | 에밀리아로마냐주, 리미니     |
| 1990 | 리 헤이니         | 일리노이주, 시카고           |
| 1991 | 리 헤이니         | 플로리다주, 올랜도           |
| 1992 | 도리언 예이츠     | 헬싱키                       |
| 1993 | 도리언 예이츠     | 조지아주, 애틀랜타           |
| 1994 | 도리언 예이츠     | 조지아 주, 애틀랜타          |
| 1995 | 도리언 예이츠     | 조지아 주, 애틀랜타          |
| 1996 | 도리언 예이츠     | 일리노이 주, 시카고          |
| 1997 | 도리언 예이츠     | 캘리포니아 주, 로스앤젤레스  |
| 1998 | 로니 콜먼         | 뉴욕 주, 뉴욕                |
| 1999 | 로니 콜먼         | 네바다주, 라스베이거스       |
| 2000 | 로니 콜먼         | 네바다 주, 라스베이거스      |
| 2001 | 로니 콜먼         | 네바다 주, 라스베이거스      |
| 2002 | 로니 콜먼         | 네바다 주, 라스베이거스      |
| 2003 | 로니 콜먼         | 네바다 주, 라스베이거스      |
| 2004 | 로니 콜먼         | 네바다 주, 라스베이거스      |
| 2005 | 로니 콜먼         | 네바다 주, 라스베이거스      |
| 2006 | 제이 커틀러       | 네바다 주, 라스베이거스      |
| 2007 | 제이 커틀러       | 네바다 주, 라스베이거스      |
| 2008 | 덱스터 잭슨       | 네바다 주, 라스베이거스      |
| 2009 | 제이 커틀러       | 네바다 주, 라스베이거스      |
| 2010 | 제이 커틀러       | 네바다 주, 라스베이거스      |
| 2011 | 필 히스           | 네바다 주, 라스베이거스      |
| 2012 | 필 히스           | 네바다 주, 라스베이거스      |
| 2013 | 필 히스           | 네바다 주, 라스베이거스      |
| 2014 | 필 히스           | 네바다 주, 라스베이거스      |
| 2015 | 필 히스           | 네바다 주, 라스베이거스      |
| 2016 | 필 히스           | 네바다 주, 라스베이거스      |
| 2017 | 필 히스           | 네바다 주, 라스베이거스      |
| 2018 | 숀 로든           | 네바다 주, 라스베이거스      |
| 2019 | 브랜든 커리       | 네바다 주, 라스베이거스      |
| 2020 | 빅 라미           | 플로리다 주, 올랜도          |
| 2021 | 빅 라미           | 플로리다 주, 올랜도          |
| 2022 | Hadi Choopan      | 플로리다 주, 올랜도          |